# Systellogaster ovivora
Systellogaster ovivora är en stekelart som beskrevs av Charles Joseph Gahan 1917. Systellogaster ovivora ingår i släktet Systellogaster och familjen puppglanssteklar. Inga underarter finns listade i Catalogue of Life.